# Baboua (Cameroun)
Pour les articles homonymes, voir Baboua (homonymie).
Baboua est un village de la commune de Belel situé dans la région de l'Adamaoua et le département de la Vina au Cameroun.

## Population
En 1967, Baboua comptait 523 habitants, principalement des Peuls.
Lors du recensement de 2005, 846 personnes y ont été dénombrées.

## Infrastructures
Baboua dispose d'une école publique.